# Кулина (Дервента)
Кулина је насељено мјесто у општини Дервента, Република Српска, БиХ. Према попису становништва из 2013. у насељу је живјело 419 становник.

## Становништво
| Демографија | Демографија | Демографија |
| Година      | Становника  | Становника  |
| ----------- | ----------- | ----------- |
| 1971.       | 996         |             |
| 1981.       | 930         |             |
| 1991.       | 808         |             |
| 2013.       | 419         |             |